# Бруклин
Бруклин (енгл. Brooklyn) је једна од пет градских области града Њујорка и чини округ Кингс (енгл. Kings County). Област се налази на југозападном делу острва Лонг Ајленд и са 2,6 милиона становника најнасељенија је област града Њујорка, а општина Кингс је уједно и седма најнасељенија општина у САД.
Бруклин је био независан град до 1898. године. Име је добио по холандском граду Брукелену.

## Демографија
Према попису становништва из 2010. у округу је живело 2.504.700 становника, што је 39.374 (1,6%) становника више него 2000. године.
| Група             | 2000.     | 2010.     |
| Белци             | 854.532   | 893.306   |
| Афроамериканци    | 898.350   | 860.083   |
| Азијати           | 185.818   | 262.276   |
| Хиспаноамериканци | 487.878   | 496.285   |
| Укупно            | 2.465.326 | 2.504.700 |

| Преглед градских области Њујорка | Преглед градских области Њујорка | Преглед градских области Њујорка | Преглед градских области Њујорка | Преглед градских области Њујорка | Преглед градских области Њујорка | Преглед градских области Њујорка | Преглед градских области Њујорка | Преглед градских области Њујорка |
| Надлежност                       | Надлежност                       | Становништво                     | Површина                         | Густина насељености              | БДП                              |                                  |                                  |                                  |
| Четврт                           | Округ                            | Попис (2020)                     | km2                              | по km2                           | милијарди $ (2022) 2             |                                  |                                  |                                  |
| -------------------------------- | -------------------------------- | -------------------------------- | -------------------------------- | -------------------------------- | -------------------------------- | -------------------------------- | -------------------------------- | -------------------------------- |
| Бронкс                           | Бронкс                           | 1.472.654                        | 109,2                            | 13,482                           | 51.574                           |                                  |                                  |                                  |
| Бруклин                          | Кингс                            | 2.736.074                        | 179,7                            | 15,227                           | 125.867                          |                                  |                                  |                                  |
| Менхетн                          | Њујорк                           | 1.694.251                        | 58,7                             | 28,872                           | 885.652                          |                                  |                                  |                                  |
| Квинс                            | Квинс                            | 2.405.464                        | 281,6                            | 8,542                            | 122.288                          |                                  |                                  |                                  |
| Статен Ајланд                    | Ричмонд                          | 495.747                          | 149                              | 3,327                            | 21.103                           |                                  |                                  |                                  |
| Град Њујорк                      | Град Њујорк                      | 8.804.190                        | 778,2                            | 11,314                           | 1.206.484                        |                                  |                                  |                                  |
| Држава Њујорк                    | Држава Њујорк                    | 20.201.249                       | 122.049,5                        | 166                              | 2.163.209                        |                                  |                                  |                                  |
| Извори:                          |                                  |                                  |                                  |                                  |                                  |                                  |                                  |                                  |